# John Baily (cónego)
John Baily (também Baylie) (falecido em 1495) foi um cónego de Windsor de 1488 a 1495.

## Carreira
Ele é descrito como Inceptor Decretorum.
Ele foi nomeado:
- Prebendário de Twyford em St Paul's 1488-1495

Ele foi nomeado para a décima segunda bancada na Capela de São Jorge, Castelo de Windsor, em 1488, e manteve-se na bancada até 1495.